# MD1

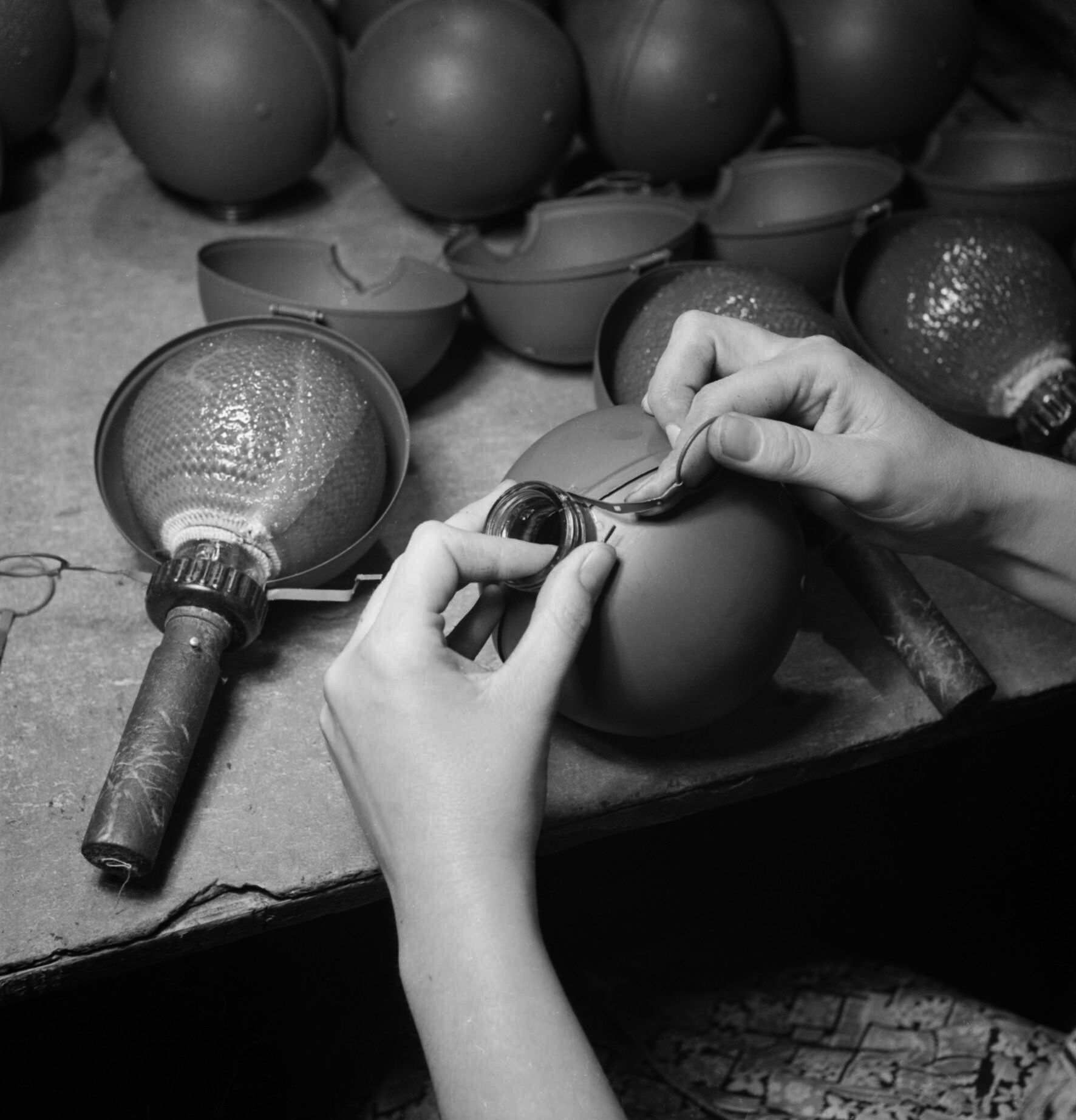
De productie van sticky bombs.

MD1, beter bekend als Churchill's toyshop (officieel Ministry of Defence 1 genoemd) was een klein experimenteel laboratorium dat in het begin van de Tweede Wereldoorlog werd opgericht voor het ontwikkelen van wapens voor asymmetrische oorlogsvoering. Tijdens de Slag om Engeland achtte Winston Churchill het Verenigd Koninkrijk nog niet in staat om zich effectief te kunnen verdedigen tegen een Duitse invasie. Vandaar dat hij opdracht gaf om naar creatieve oplossingen te zoeken.
Het laboratorium werd opgezet in een huis in Bedford en geleid door majoor Millis Jefferis en Stuart Macrae. Zij wisten met simpele middelen nieuwe wapens te ontwikkelen. Mogelijk heeft het bestaan van MD1 Ian Fleming geïnspireerd tot het verzinnen van het lab van Q in de James Bondfilms.
Een aantal wapens die door MD1 werden ontwikkeld:
- De Limpet mine: Een mijn die onder water door een duiker aan een schip wordt bevestigd. Tijdens het transport draagt de duiker deze op de buik. Het prototype werd gemaakt met behulp van een slabak en de ontsteker bestond uit een buisjes gevuld met anijssnoepjes die langzaam oplosten in het zeewater. Dit buisje was verpakt in een condoom dat na plaatsing door de duiker werd losgetrokken waarna het aftellen begon.
- De Pencil detonator:  Een penvormige ontsteker waarmee een springlading tot ontploffing gebracht kon worden. De metalen pen werd geactiveerd door deze met een tang in te deuken en daardoor een capsule met zuur te breken. Het zuur bijt vervolgens een kabel door waarna een gewichtje met springveer tegen een kleine springlading in de pen slaat waardoor deze ontploft. Deze ontploffing ontsteekt vervolgens de grote lading. Een door de Duitsers buitgemaakt exemplaar werd gebruikt bij het complot van 20 juli 1944 om Adolf Hitler te vermoorden.
- De Sticky bomb: Een soort glazen handgranaat, gevuld met nitroglycerine en een verdikkingsmiddel. Deze bom werd stukgeslagen tegen een tank waarna de nitroglycerine aan de tank bleef plakken. De soldaat had dan vijf seconden om weg te rennen. De bom was onveilig in het gebruik, o.a. omdat deze aan de kleding van de gebruiker kon blijven plakken, maar werd na een persoonlijk bevel van Winston Churchill toch in productie genomen.
- De W-bom: Een contactmijn die in een rivier gegooid wordt en die onder het wateroppervlak met de stroom meedrijft. Zodra deze tegen een brug of schip komt ontploft deze. Hiervan werden er tijdens de Schemeroorlog (Operation Royal Marine), aan het begin van de oorlog 1700 door de Britten vanuit Frankrijk in de Rijn gegooid waardoor langs de hele rivier bruggen en schepen beschadigd werden.